# Средњи седални мишић
Средњи седални мишић је велики мишић у облику лепезе који се налази у задњем делу кука. Протеже се од илиума до проксималног фемура. Заједно са великим седалним мишићем, малим седалним мишићем и мишићем затезачем широке фасције, припада мишићима седалног региона.

## Анатомија
Средњи седални мишић настаје широким уметањем са глутеалне површине илиума. Подручје везивања је велико и простире се између предње и задње глутеалне линије. Трбушни мишићи имају антероинфериорни ток према проксималној бутној кости, постепено се сужавајући у величини и стварајући уску тетиву.
Тетива прелази преко антеросупериорне стране великог трохантера, одвајајући се од њега трохантеричном бурзом глутеус медиуса. Након тога, мишић се умеће на бочну страну великог трохантера бутне кости.

### Односи
Средњи седални мишић је лоциран дубоко у глутеус макимус и површно на глутеус минимус. Само задња трећина мишића је покривена глутеус макимусом, док је већи предњи део прекривен дубоком фасцијом кука. Ова фасција се понекад назива глутеална апонеуроза. Задња ивица мишића лежи испред мишића пириформиса, а понекад се може помешати са њим.
Средњи седални мишић је повезан са гранама горње глутеалне артерије и нерва, који се протежу између суседних површина глутеус медиус и минимус мишића. Ово је важан однос, јер ови судови и нерви могу бити оштећени током хируршких захвата који подразумевају инцизију глутеус медиуса.

### Инервација
Средњи седални мишић инервише горњи седални живац (Л4-С1), који потиче из сакралног плексуса.

### Снабдевање крвљу
Средњи седални мишић се снабдева крвљу из дубоке гране гоење седалне артерије. Међутим, тетива се углавном снабдева трохантеричном анастомозом. Ова анастомоза се формира између узлазне гране унутрашње циркумфлексне бутне артерије и силазних грана горње и доње седалне артерије.

## Функција
Средњи седални мишић делује на зглоб кука стварајући два покрета; његов предњи део изнутра ротира бутину, док контракција целог мишића отима бутину. Поред тога, средњи седални мишић стабилизује карлицу док стојимо или ходамо. 

## Клинички значај
Слабост или атрофија овог мишића резултује  позитивним Тренделенбурговим знаком. Билатерална пареза овог мишића и великог седалном мишића изазива  гегајући ход.
Средњи седални мишић се може истегнути дуготрајним спавањем на једној страни, а то се углавном односи на жене са широком карлицом. Превентивна мера може бити постављање јастука између бутина.

## Галерија
- Position of gluteus medius muscle (shown in red). Hip bone is shown in semi-transparent.
- Origin and attachment areas.
- Origin zone at the ilium.
- Attachment zone at the trochanter major.
- Attachment zone at the trochanter major.
- The fibers of the gluteus medius cross from anterior to posterior and vice versa before its insertion at the greater Trochanter. The iliotibial tract has been partially removed.
- Structures surrounding right hip-joint.
- Gluteus medius muscle (shown in green text)
- Adduction and abduction of the femur. The centre of rotation of the hip has been marked.